# Јосиф Цако
Јосиф Цако (Решица, 11. јун 1906 — Решица, 12. септембар 1966) био је румунски фудбалски дефанзивац. Његови синови Стефан и Георге такође су били фудбалери, играли су углавном у УТА Арад, Стефан је такође био тренер.

## Каријера
Јосиф Цако је два пута наступио за Румунију, дебитујући у пријатељској утакмици која се завршила победом 3:2 против Бугарске. Био је део румунског тима на Светском првенству 1930. године, играјући у другој утакмици, у поразу од 4:0 од домаћина Уругваја, који је на крају и освојио трофеј.